# Sympycnus tripilus
Sympycnus tripilus är en tvåvingeart som beskrevs av Van Duzee 1930. Sympycnus tripilus ingår i släktet Sympycnus och familjen styltflugor.
Artens utbredningsområde är Utah. Inga underarter finns listade i Catalogue of Life.